# Privas
Privas – miejscowość i gmina we Francji, w regionie Owernia-Rodan-Alpy, w departamencie Ardèche.
Według danych na rok 2012 gminę zamieszkiwało 8 312 osób, a gęstość zaludnienia wynosiła 685 osób/km². 
Jest to obecnie jedna z najsłabiej zaludnionych prefektur we Francji. Wśród 2880 gmin regionu Rodan-Alpy Privas plasuje się na 66. miejscu pod względem liczby ludności, natomiast pod względem powierzchni na miejscu 970.
Privas i Aubenas słyną ze słodyczy wytwarzanych z kasztanów: kasztanów glazurowanych oraz kremu kasztanowego. W całym regionie Ardèche wyrób słodyczy z kasztanów objęty jest apelacją (AOC).

## Galeria

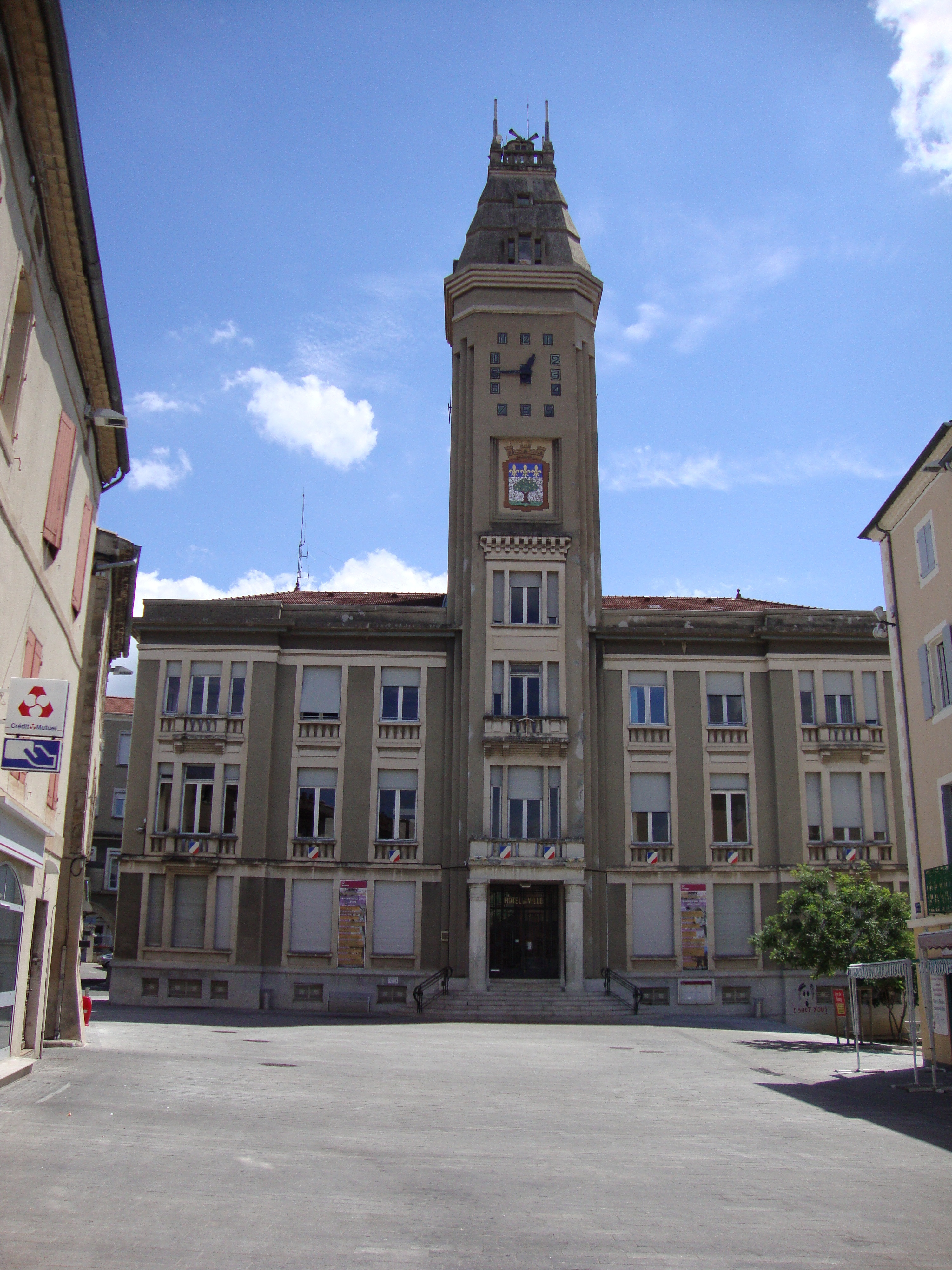
Ratusz (2010)
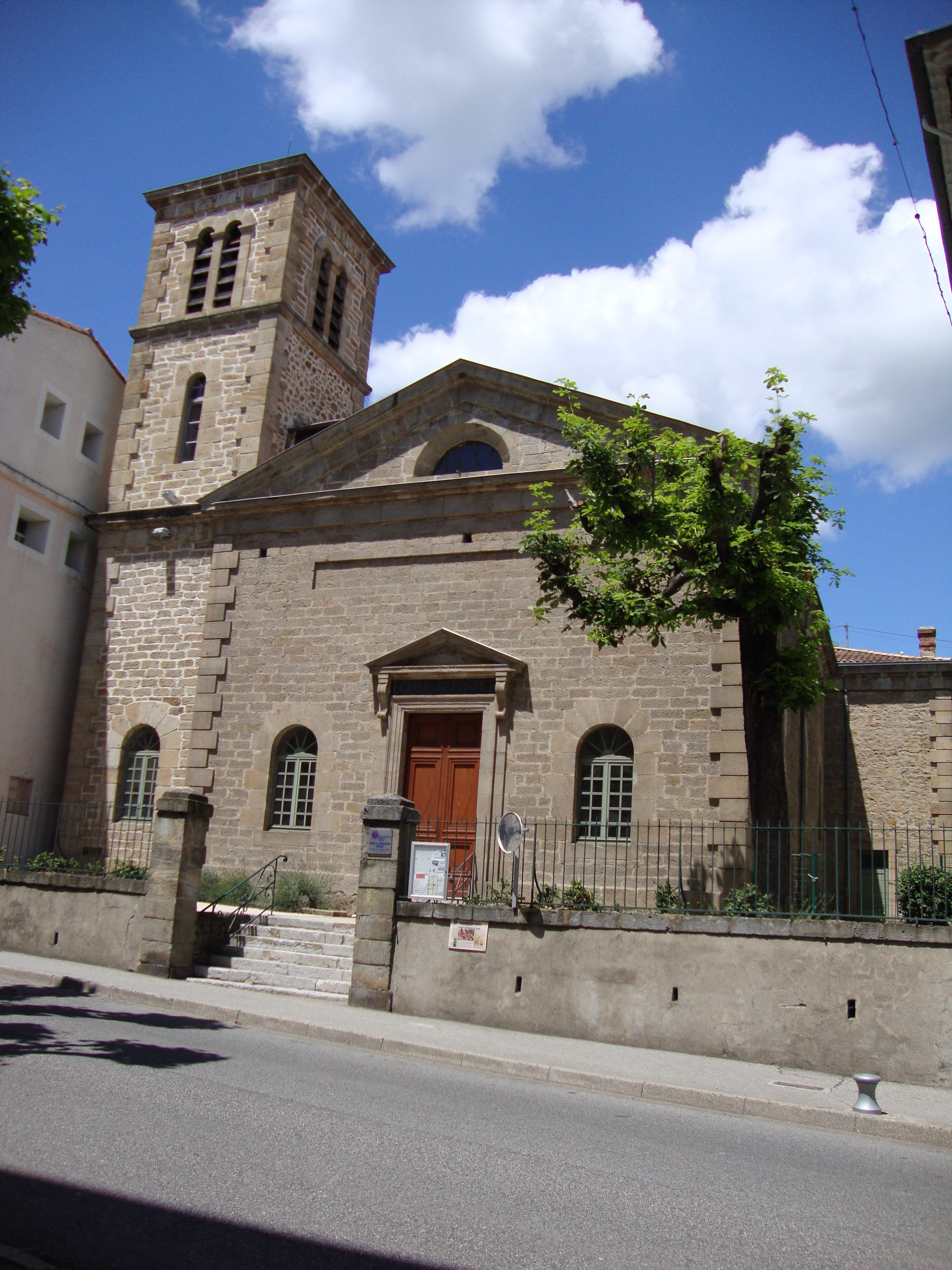
Świątynia protestancka (2010)
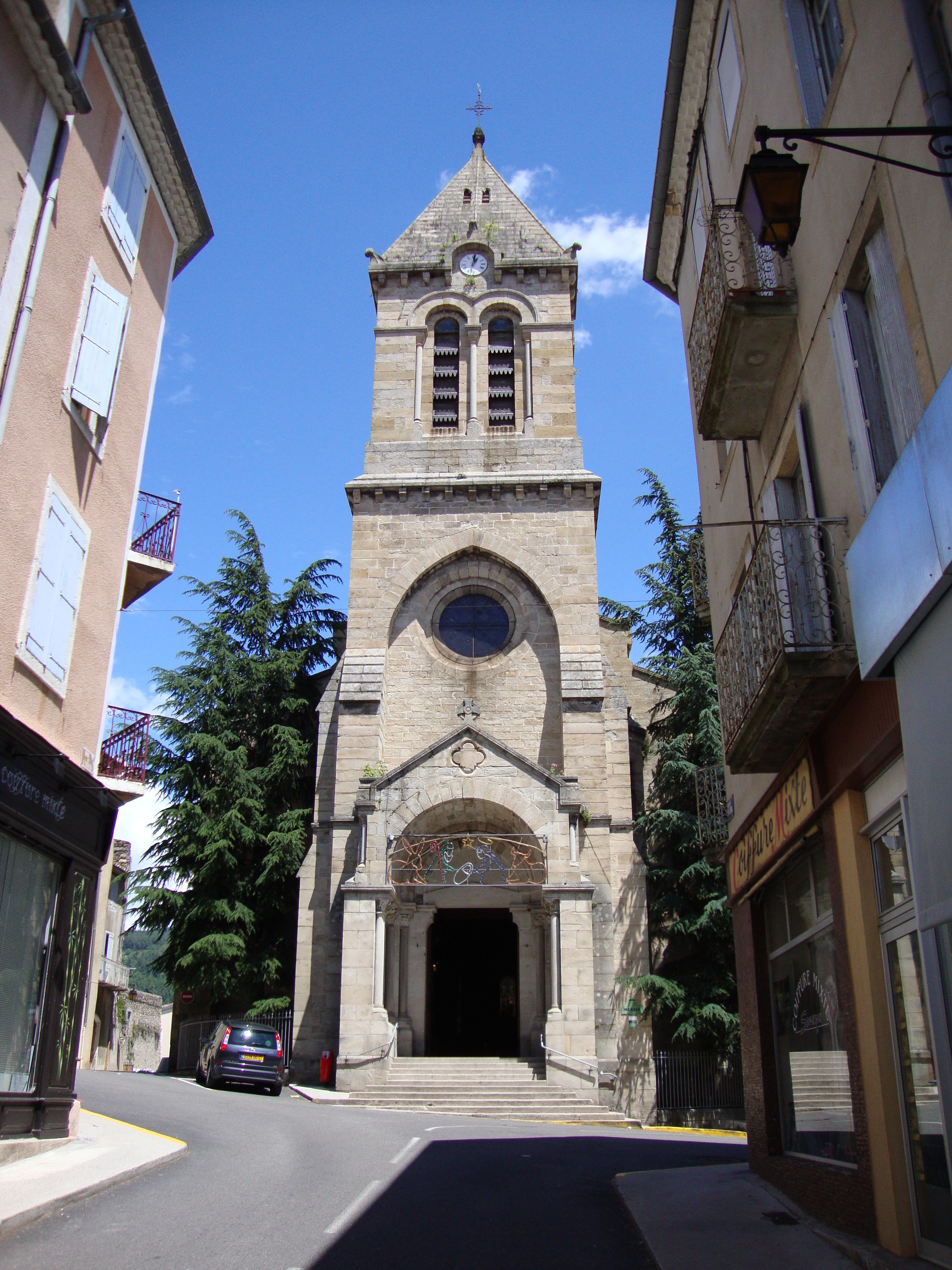
Kościół św. Tomasza (2010)